# Сасівська сільська рада (Золочівський район)
Са́сівська сільська́ ра́да — колишній орган місцевого самоврядування у Золочівському районі Львівської області з адміністративним центром у с. Сасів.

## Загальні відомості
Історична дата утворення: в 1939 році. Водоймища на території, підпорядкованій даній раді: річка Західний Буг.
Межує з: на півдні — з Єлиховицькою сільською радою, на півночі — Підгорецькою сільською радою, на північному заході — з Олеською селищною радою, на сході — з Руда-Колтівською сільською радою, на заході — з Білокамінською та Почапівською сільськими радами.

## Населені пункти
Сільській раді підпорядковані населені пункти:
- с. Сасів
- с. Бір
- с. Грабово
- с. Гутище
- с. Папірня
- с. Пісок
- с. Побіч
- с. Ушня
- с. Хомець

## Склад ради
Рада складається з 18 депутатів та голови.

### Керівний склад ради
| ПІБ                          | Основні відомості                                                 | Дата обрання | Дата звільнення |
| ---------------------------- | ----------------------------------------------------------------- | ------------ | --------------- |
| Гетьманчик Михайло Антонович | Сільський голова, 1960 року народження, освіта, безпартійний      | 26.03.2006   | 31.10.2010      |
| Гетьманчик Михайло Антонович | Сільський голова, 1960 року народження, освіта вища, безпартійний | 31.10.2010   |                 |

Примітка: таблиця складена за даними джерела